# فيليكس ألارد
فيليكس ألارد هو قاضي وسياسي كندي، ولد في 25 أكتوبر 1897 في كندا، وتوفي في 17 سبتمبر 1974 في كندا. حزبياً، نشط في حزب كيبيك الليبرالي. وقد انتخب عضو الجمعية الوطنية في كيبك ‏.